# Presqu'île d'Eijsden
Presqu'île d'Eijsden (schiereiland van Eijsden) is een schiereiland en natuurgebied in de Nederlandse gemeente Eijsden-Margraten. Het schiereiland ligt ten westen van Eijsden op de oostoever van de Maas.

## Geschiedenis
Op grond van het Verdrag van Londen van 1839 hoorde dit gebied, dat indertijd aan de westzijde (Belgische kant) van de Maas lag, bij het Koninkrijk België. Door het rechttrekken van de Maas tussen 1970 en 1979 is Presqu'île d'Eijsden een schiereiland geworden aan de oostkant van de Maas, geïsoleerd van België omdat er geen brug over de Maas tussen het Belgische Ternaaien en het Nederlandse Eijsden bestaat. Hetzelfde geldt voor het grotere, noordelijker gelegen Presqu'île de l'Ilal (bij Oost-Maarland) en het omgekeerde voor het hiertussen gelegen Petit-Gravier (bij de sluis en het kanaal van Ternaaien). In 2016 spraken vertegenwoordigers van de Belgische (Waalse) en Nederlandse overheden af de grens te wijzigen, zodat deze drie gebieden worden geruild tussen enerzijds Wezet in België en anderzijds Eijsden-Margraten in Nederland. Op 1 januari 2018 werd de wijziging van kracht.

## Trivia
In de kerstvakantie van 2020-2021 werd op het schiereiland een kabouterwandeling georganiseerd.